# Vysoký Atlas
Vysoký Atlas, také nazývaný Velký Atlas, je pohoří ve středním Maroku v severní Africe, nejvyšší část pohoří Atlas.
Vysoký Atlas se zvedá na západě u Atlantského oceánu a táhne se východním směrem k marocko-alžírské hranici. Západním a jihozápadním směrem pohoří prudce klesá a vytváří působivý přechod k pobřeží a k pohoří Anti-Atlas. Na sever, ve směru na Marrákeš, pohoří klesá pozvolněji.
Jbel Toubkal je se 4167 m n. m. nejvyšším vrcholem pohoří a nachází se v národním parku Toubkal. Pohoří slouží jako povětrnostní bariéra oddělující Saharu od Středomoří. Ve vyšších polohách masivu pravidelně padá sníh, což umožňuje zimní sporty. Sníh vydrží až do pozdního jara, většinou na severních stěnách pohoří. V západním Vysokém Atlasu se nachází Oukaïmeden, jedna ze tří hlavních lyžařských stanic v Maroku.
Ve Vysokém Atlasu pramení několik řek, z nichž většina teče na sever, a poskytuje tak vhodná místa pro trvalá sídla. Řada vádí a sezónních řek končí v pouštích na jihu a náhorních plošinách na východ od horského pásu.

## Pododdělení Vysokého Atlasu

### Západní Vysoký Atlas

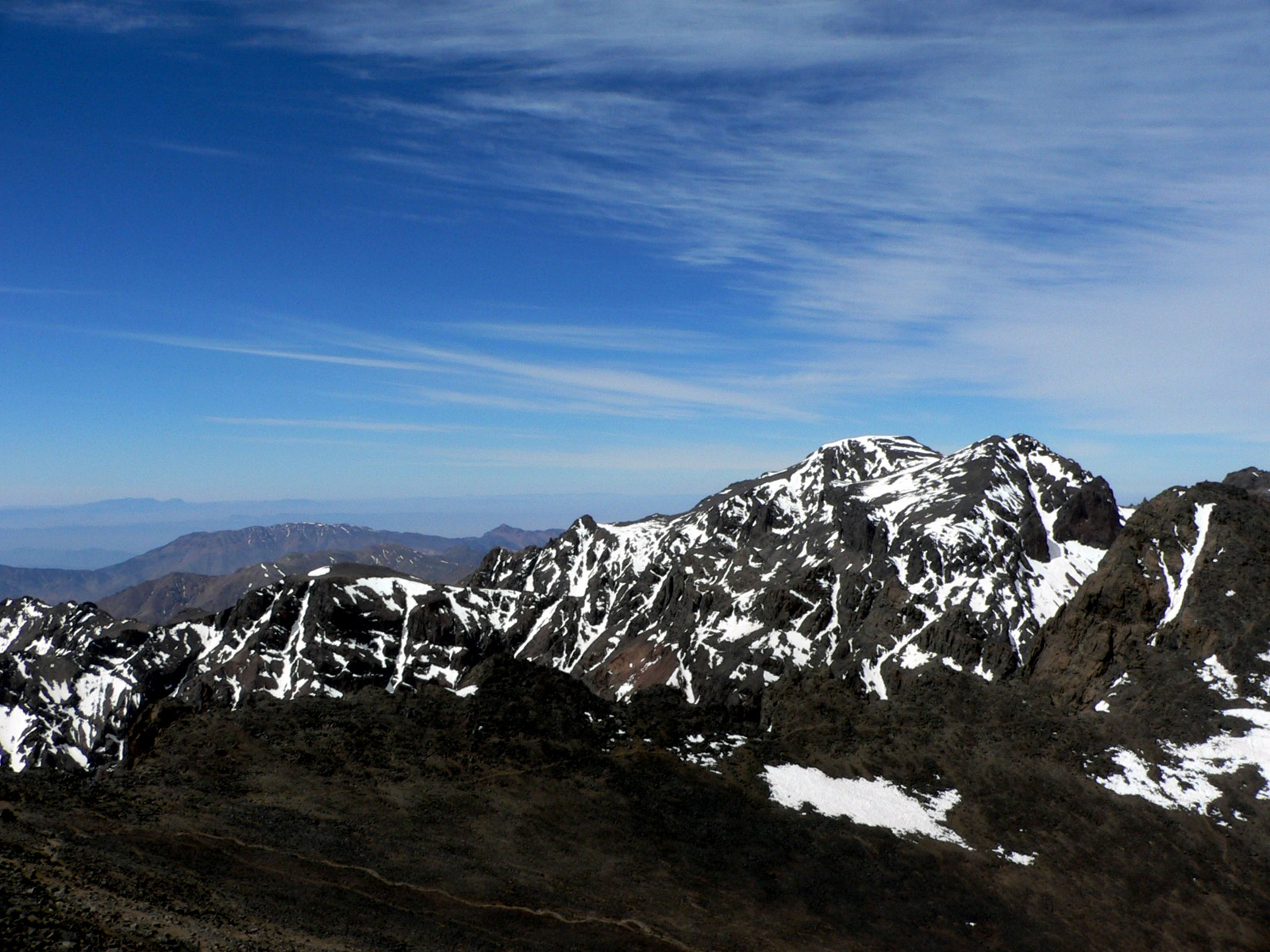
Jbel Toubkal v národním parku Toubkal

Na západě leží nejstarší část pohoří. Jeho vrcholem je Jbel Toubkal, který je viditelný z města Marrakech. Jbel Toubkal leží v národním parku Toubkal, který byl vytvořen v roce 1942. Masiv se skládá z jurských a křídových útvarů zaříznutých hlubokými erozí vytesanými údolími. Tato část oblasti zahrnuje údolí Ourika, které je jediným místem ve Vysokém Atlasu, kde se vyskytuje ohrožený primát, makak bezocasý. Údolí Ourika je také místem, kde byla již v 19. století dokumentována rozmanitá flóra.

### Centrální Vysoký Atlas
Pevný křídový masiv, kterému morfologicky dominují vrcholky dosahující nadmořské výšky 2 500 metrů, sahá od Azilal po Ouarzazate. Zde jsou kontrastní krajiny s vysokými náhorními plošinami, soutěskami, kaňony a vrcholy někdy roztříštěnými erozí. Několik vrcholů v této oblasti přesahuje 4 000 m n. m., přičemž Jbel Mgoun s výškou 4068 m je nejvyšším vrcholem této části Vysokého Atlasu.  

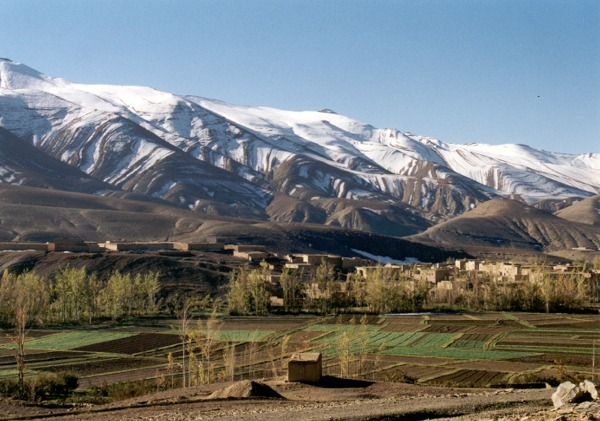
Vesnice ve východním Vysokém Atlasu

Východní část Vysokého Atlasu tvoří rozsáhlé plošiny ve vysoké nadmořské výšce, které poskytují prameny pro řeku Moulouya. Tato část rozsahu zahrnuje pevný masiv Tamlelt, jehož severní okraj zabírají jeho vyšší vrcholy, jako je Jbel Ayachi s 3 747 m n. m. Nadmořská výška klesá směrem na východ, kde se hory připojují k předsaharské oblasti.
Tento masiv se stal mezinárodně proslulým paleontologickým nalezištěm po objevu kostí dinosaura zvaného Atlasaurus, který osídlil Maroko před 180 miliony let. Jeho jiné jméno, Tazoudasaurus, je odvozeno od názvu vesnice Tazouda, kde byl objeven. Tvor, asi 15 metrů dlouhý, je snad předkem sauropoda nalezeného v Americe, neboť eště před 140 miliony let byly africký a americký kontinent propojeny. 

## Obyvatelé
Pohoří obývá národ Berberů, (nebo správněji, vlastním označením, Amazigh). Etnicky nejsou s Araby blízce příbuzní a na rozdíl od nich představují původní obyvatelstvo severozápadní Afriky, ale právě od Arabů přejali v drtivé většině islám. V současnosti představují Berbeři zhruba polovinu obyvatel Marockého království a ve velkých městech jsou plně asimilováni, přesto není jejich mateřština, berberština, úředním jazykem a psaná podoba tohoto jazyka byla vytvořena až v 70. letech dvacátého století – chybí tak jakákoliv literatura v tomto jazyce a většina "horalů" písmo vůbec neovládá a místo něj používá písmo arabské nebo latinku. Berberština nemá žádnou kodifikovanou podobu a ve školách se nevyučuje.
Berbeři se tradičně živili zpravidla zemědělstvím a pastevectvím i v nehostinných horských údolích, dnes se někteří z nich snaží uchytit v rozmáhajícím se turismu a mnozí pracují například jako horští průvodci. V místech, kde jsou srážky nízké, museli místní vytvořit propracovaný systém zadržovacích vodních nádrží a rozvádějících kanálů, díky nimž dokážou obhospodařit maximum plochy – zpravidla na dně údolí, jímž vede potok.

## Podnebí

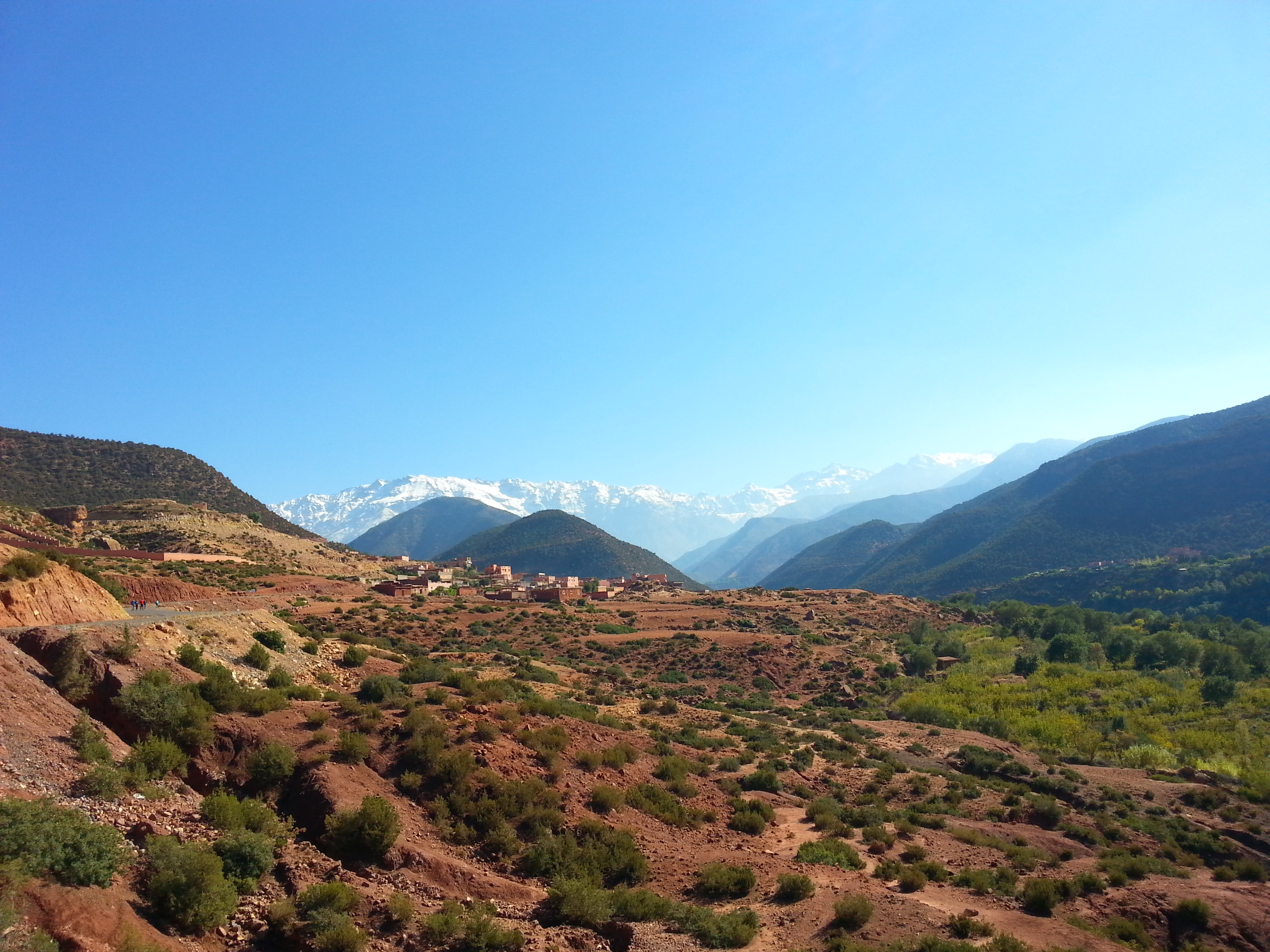
Vysoký Atlas

Ve Vysokém Atlasu jsou dva typy alpského podnebí :
- Oceánské klima dominuje na severu a jihu západního Vysokého Atlasu, stejně jako v severní části Středního Vysokého Atlasu od Jbel Toubkalu po Imilchil. Tyto oblasti jsou relativně vlhké s nepravidelnými srážkami, ale občas i přívalovými. Roční srážky se pohybují mezi 600 a 1000 mm. Sucho v letních měsících přerušované bouřkami bývá intenzivní. Sníh padá mezi listopadem a dubnem, ale ve vrcholcích může přetrvávat od září do června. Tyto podmínky umožňují existenci borových, dubových a cedrových lesů. Tyto lesy však ubývají v důsledku snižování ročních srážek, nadměrného vytěžování stromů (využívaných na stavbu a vytápění) a nadměrné pastvy ovcí a koz.
- Kontinentální polosuché nebo stepní podnebí je přítomno v jižní části centrálního Vysokého Atlasu, od Toubkalu po Imilchil a v celém východním Vysokém Atlasu pod Imilchilem. Tyto oblasti se vyznačují kontrastními změnami teplot a rozkládají se na jih od stepí do skalnaté pouště. Jen některá údolí umožňují zemědělství a lesy jsou vzácné.

## Flora
Ve vyšších nadmořských výškách krajině dominují jalovce. Klíčovým druhem je jalovec kadidlový (Juniperus thurifera), který je i ve znaku národního parku Toubkal. S rostoucí výškou lesy ustupují alpským loukám, pseudo-stepní vegetaci a nakonec suťovým svahům. Krajinou se vinou údolí řek, jejich bohatá, vlhká půda podporuje vrby, topoly, duby, hlohy a spatřit můžeme i koberec oleandrů. Vysazovány bývají nejčastěji ořešáky, ale i třešně či jabloně.
Vymizení cedru atlaského (Cedrus atlantica) a přítomnost Onobrychis cornuta signalizují začátek subalpínského pásma, charakterizovaného absencí stromů, zejména jedle a cedru. Dominantní vegetací jsou polštáře trnitého Astragalus, Onobrychis (nejtypičtější je cornuta) a Acantholimon, protkané porosty Berberis cretica. Jalovce ještě tu a tam přežijí. Subalpínské pásmo nalezneme ve Středním i Vysokém Atlasu.
O alpínských podmínkách hovoříme nad 2 500 výškových metrů, kde jsou zvláštnosti vysokých hor umocněny lokálním suchým podnebím. Typicky zóna začíná zmizením Berberis, Marrubium a Phlomis a výskytem Vicia canescens ve velkém množství. Nejdůležitější botanickou charakteristikou je přítomnost asi stovky rostlin, které se nikde jinde v Maroku nenachází, mnohé z nich jsou zcela endemické.
Subalpínské a vysokohorské rostliny jsou však v mnoha oblastech silně spásány. Úspěch rostlin, jako je Vicia canescens a Erodium trichomanifolium, je nepochybně způsoben tím, že se jimi kozy neživí.

## Zajímavá místa

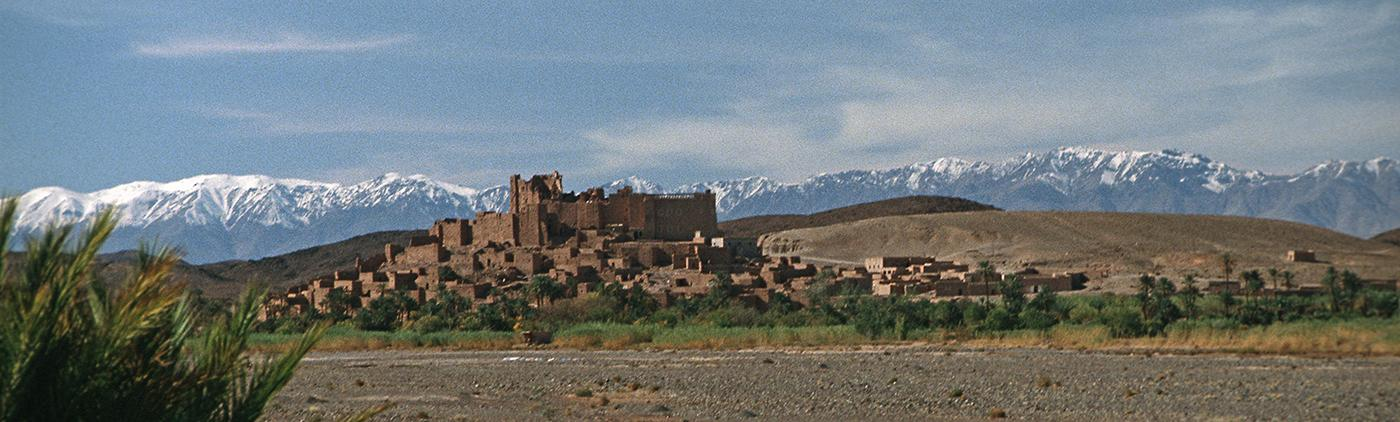
Kasbah v údolí Dades, Vysoký Atlas

Na úpatí Vysokého Atlasu se nachází Aït Ben Haddou. Tento ksar (opevněné sídlo) je na seznamu UNESCO a často bývá vyhledáván filmaři.
Přibližně ve střední části je Amesfranská skalní stěna tyčící se asi 500 metrů z vyschlého koryta řeky. Formace se skládá ze zaoblených sloupů se vzorem vodorovných hřebenů, ke kterým došlo v důsledku eroze, která způsobila, že ji cestovatelé přezdívali „katedrála“, pro její podobnost s gotickou sakrální architekturou.
Pozoruhodné jsou také kaňony a rokle Dadès a Todra.

#### Ekologické publikace
- C. Michael Hogan (2008) Barbary Macaque: Macaca sylvanus, Globaltwitcher.com, ed. Nicklas Stromberg
- Joseph Dalton Hooker, John Ball a George Maw (1878) Journal of a Tour in Maroco and the Great Atlas, Macmillan and company, 499 stran

#### Geologické publikace
- doi:10.1002/2016TC004300
- ISSN 0374-9789